# Marosia Castaldi
Marosia Castaldi (Napoli, 1951 – Milano, 2 novembre 2019) è stata una scrittrice, pittrice e scultrice italiana.

## Biografia
Studiò filosofia nella sua città natale, stabilendosi poi a Milano per frequentare l'Accademia di belle arti di Brera. Negli anni Settanta si trasferì negli Stati Uniti, dove iniziò la carriera di pittrice e scultrice. Tenne mostre a Napoli, Milano e Basilea.
Esordì in letteratura come autrice di racconti (il primo dei quali, Abbastanza prossimo, fu scritto nel 1986 e fu finalista al Premio Mondello opera prima), per poi passare alla forma del romanzo con La montagna (1991); finalista al Premio Bergamo per le edizioni 2000 (con Per quante vite) e 2007 (con Il dio dei corpi), nel 2012 fu fra i candidati al Premio Strega con il romanzo La fame delle donne, che non rientrò però nella cinquina finalista.
Marosia Castaldi è morta nel novembre 2019.

## Opere

### Narrativa
- Storia di Yorika, in 19 racconti per Rinascita, a cura di Ottavio Cecchi e Mario Spinella, Roma, Editrice l'Unità, 1987, SBN UBO0136104.
- La montagna, Campanotto, Pasian di Prato, 1991
- Ritratto di Dora, Loggia De' Lanzi, Firenze, 1994
- Fermata Km. 501, Tranchida, Milano, 1997
- Per quante vite, Feltrinelli, Milano, 1999
- In mare aperto, Portofranco, L'Aquila, 2001 (prose)
- Che chiamiamo anima, Feltrinelli, Milano, 2002
- Dava fine alla tremenda notte, Feltrinelli, Milano, 2004
- Il dio dei corpi, Sironi, Milano, 2006
- Dentro le mie mani le tue. Tetralogia di Nightwater, Feltrinelli, Milano, 2007
- Calco, Effigie, Pavia, 2008 (teatro)
- La fame delle donne, Manni, San Cesario di Lecce, 2012
- La donna che aveva visioni, Barbera, Siena, 2013
- Il pigiamino di stelle, Feltrinelli, Milano, 2014 (fiabe)

### Poesia
- Storia dei Nemmeno, Feltrinelli, Milano, 2016 (poesie)